# Bernhard Felsenthal

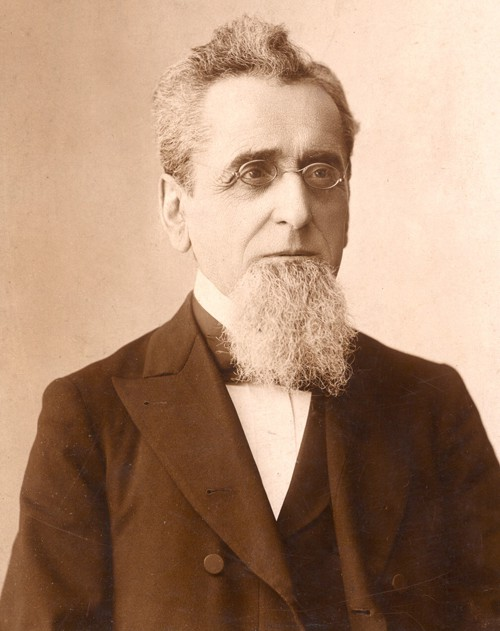
Bernhard Felsenthal

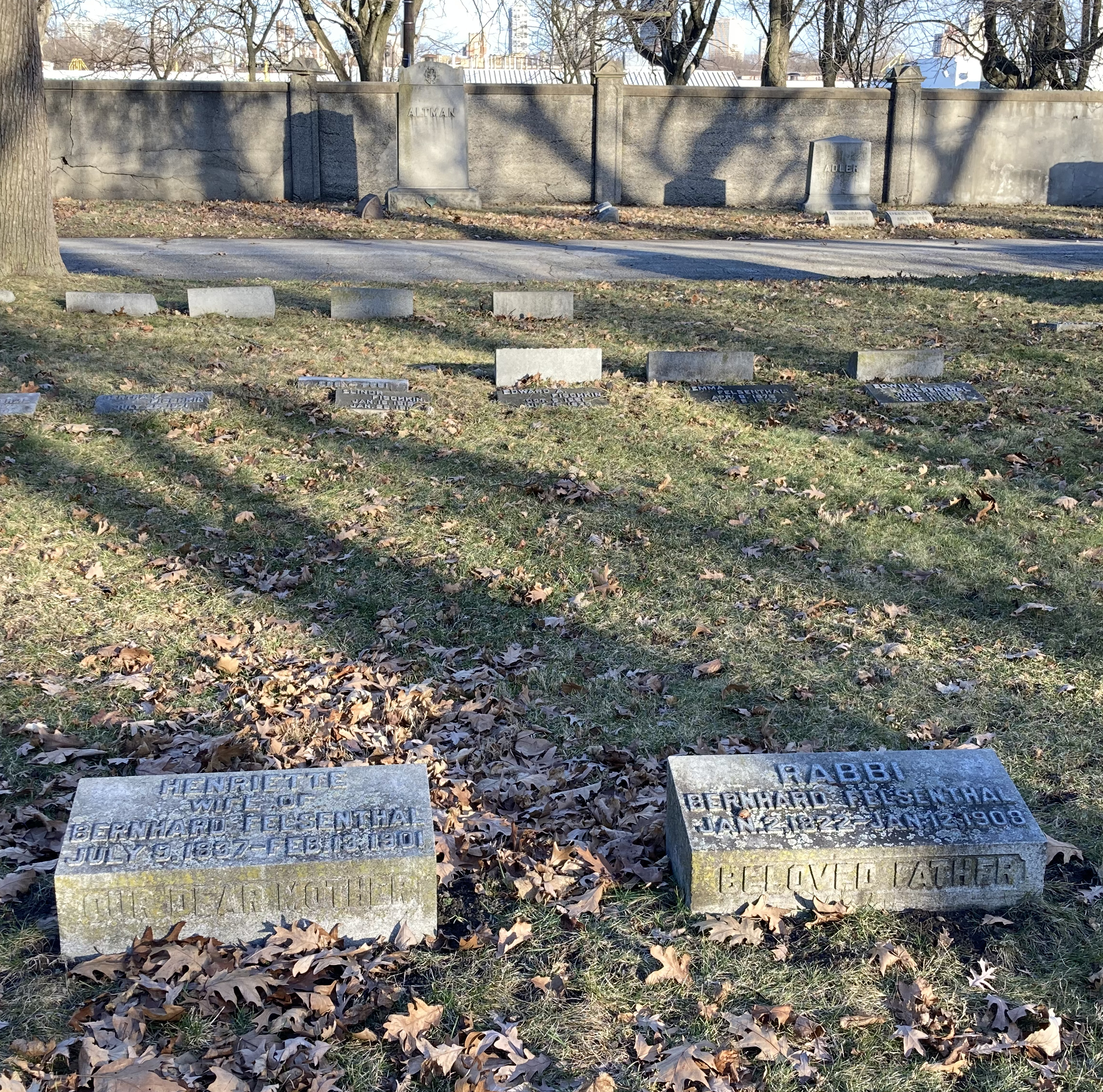
Grab von Bernhard Felsenthal in Chicago

Bernhard Felsenthal (geboren 2. Januar 1822 in Münchweiler an der Alsenz; gestorben 12. Januar 1908 in Chicago) war ein US-amerikanischer Rabbiner deutscher Herkunft.

## Leben
Bernhard Felsenthal besuchte die Kreisgewerbeschule in Kaiserslautern und danach die polytechnische Hochschule in München. 1854 emigrierte er in die Vereinigten Staaten und studierte drei Jahre an rabbinischen Schulen. Er hielt sich in Indiana auf und ab 1858 in Chicago. 1861 wurde er erster Rabbi der Chicago Sinai Congregation. Felsenthal lehrte, dass das Judentum sowohl eine Religion, als auch eine Nationalkultur sei. Er war Mitbegründer und Sekretär des Jüdischen Reformvereins in Chicago, Gründer der Jewish Publications Society of America und der American Jewish Historical Society. Beim 4. Zionistenkongress 1900 war er Mitglied des Aktionskomitees für Nordamerika.
Er schrieb u. a. eine Kritik des christlichen Missionswesens, insbesondere der Judenmission (1869).